# OpenOffice.org
OpenOffice.org (OO.org, OO.o, OOo, также известен как OpenOffice) — свободный пакет офисных приложений. Конкурировал с коммерческими офисными пакетами (в том числе Microsoft Office) как на уровне форматов, так и на уровне интерфейса пользователя. Одним из первых стал поддерживать новый открытый формат OpenDocument (ISO/IEC 26300). Официально поддерживается на платформах Linux, Microsoft Windows, macOS Intel/PowerPC (поддержка оболочки Aqua находится в стадии альфа-тестирования) и раньше поддерживался Solaris SPARC/Intel. Существуют порты для OpenSolaris, FreeBSD и Linux PowerPC.
Основан на коде StarOffice, который был приобретён, а затем выпущен с открытым исходным кодом фирмой Sun Microsystems. После покупки последней права на OpenOffice.org перешли к компании Oracle.
Ранее распространялся по схеме двойного лицензирования: по лицензиям LGPL и SISSL. Но 3 сентября 2005 года компания Sun Microsystems объявила об отказе от SISSL для всех своих открытых проектов, и пакет с тех пор имеет только лицензию LGPL.
Офисный пакет OpenOffice.org, согласно решениям Правительства РФ, передан в 2008 году во все школы России для обучения информатике и компьютерной грамотности в составе базовых пакетов программ лицензионного и открытого программного обеспечения.
28 сентября 2010 года, из-за жёсткого стиля руководства «сверху» некоторые разработчики OpenOffice.org объявили о создании новой некоммерческой организации The Document Foundation с целью продолжения развития офисного пакета в виде проекта LibreOffice, независимого от компании Oracle. В октябре 2010 года было объявлено, что самый популярный дистрибутив на базе Linux — Ubuntu отказывается от OpenOffice.org и переходит на LibreOffice.
1 июня 2011 года компания Oracle официально объявила о передаче всех прав на OpenOffice.org Apache Foundation. 13 июня фонд принял это предложение, в результате голосования OpenOffice.org поступил в Apache Incubator. После окончательного перехода проекта в руки фонда Apache название OpenOffice.org сменилось на «Apache OpenOffice», лицензия на код OpenOffice была изменена на лицензию Apache 2.0. По этому поводу Фонд свободного ПО выступил с заявлением, в котором выразил огорчение по поводу подобного шага, счёл уход от копилефт-лицензии ошибочным шагом и рекомендовал использовать LibreOffice.

## История
| Версия        | Дата выхода      | Описание                                                                                            |
| ------------- | ---------------- | --------------------------------------------------------------------------------------------------- |
| Build 638c    | октябрь 2001     | Первый релиз                                                                                        |
| 1.0           | 1 мая 2002       | |
| 1.0.3.1       | 2 мая 2003       | Рекомендован для пользователей Windows 95                                                           |
| 1.1           | 2 сентября 2003  | |
| 1.1.1         | 30 марта 2004    | Включён в состав TheOpenCD                                                                          |
| 1.1.3         | 4 октября 2004   | |
| 1.1.4         | 22 декабря 2004  | |
| 1.1.5         | 14 сентября 2005 | Последний релиз ветки 1.x Может редактировать файлы OpenOffice.org 2                                |
| 1.1.5secpatch | 4 июля (2006)??? | Патч безопасности (макросы)                                                                         |
| 2.0           | 20 октября 2005  | Milestone                                                                                           |
| 2.0.1         | 21 декабря 2005  | |
| 2.0.2         | 8 марта 2006     | |
| 2.0.3         | 29 июня 2006     | |
| 2.0.4         | 13 октября 2006  | |
| 2.1.0         | 12 декабря 2006  | |
| 2.2.0         | 29 марта 2007    | |
| 2.2.1         | 12 июня 2007     | |
| 2.3.0         | 17 сентября 2007 | |
| 2.3.1         | 4 декабря 2007   | |
| 2.4.0         | 27 марта 2008    | |
| 2.4.1         | 10 июня 2008     | |
| 2.4.2         | 28 октября 2008  | |
| 2.4.3         | 4 сентября 2009  | Последняя версия поддерживающая Windows 98 и Windows Me                                             |
| 3.0.0         | 13 октября 2008  | Добавлена поддержка ODF 1.2, импорт файлов OOXML, появился Стартовый Центр                          |
| 3.0.1         | 27 января 2009   | |
| 3.1           | 7 мая 2009       | |
| 3.1.1         | 31 августа 2009  | |
| 3.2           | 11 февраля 2010  | |
| 3.2.1         | 4 июня 2010      | Community Build                                                                                     |
| 3.3           | 26 января 2011   | Последний релиз OpenOffice.org, следующие версии выходили в рамках LibreOffice и Apache OpenOffice. |
| Версия        | Дата выхода      | Описание                                                                                            |

StarOffice, изначально разрабатываемый немецкой компанией Star Division в рамках коммерческого проекта, был куплен Sun Microsystems в 1999 году. Бесплатная версия StarOffice 5.2 вышла в свет в августе 1999 года.
19 июля 2000 года Sun Microsystems сообщила об открытии исходного кода StarOffice одновременно под лицензиями LGPL и SISSL с намерением создать вокруг программного обеспечения сообщество для разработки открытого исходного кода. Новый проект стал известен как OpenOffice.org, и его сайт начал своё существование 13 октября 2000 года.
В начале 2003 года началась работа над версией 2.0. Были поставлены следующие цели:
- улучшенное взаимодействие с Microsoft Office;
- улучшенная производительность — снижение требований к памяти и увеличение скорости работы;
- улучшение скриптового языка;
- улучшенная интеграция, в частности с GNOME;
- более лёгкий для использования интерфейс работы с базами данных: front-end для создания отчётов, форм и запросов;
- новая встроенная SQL-база;
- улучшенный пользовательский интерфейс.

Бета-версия была выпущена 4 марта 2005 года.
2 сентября 2005 года Sun объявила о своём отказе от SISSL. Вследствие этого, сообщество OpenOffice.org объявило, что не будет больше поддерживать двойное лицензирование офисных программ, и будущие версии будут выпускаться только под лицензией LGPL.
Формальный публичный релиз OpenOffice.org 2.0 состоялся 20 октября 2005 года. Через восемь недель после релиза было выпущено обновление, OpenOffice.org 2.0.1. Оно исправляло некритические ошибки и обладало новыми возможностями.
Начиная с выхода 2.0.3, OpenOffice.org сменили периодичность релизов с 18-месячной на выпуск обновлений, улучшений и исправлений ошибок каждые три месяца.
Выход стабильной версии OpenOffice.org 3.0 состоялся 13 октября 2008 года. При этом некоторое время продолжалось развитие версии 2.х: два последних выпуска произошли уже после выхода версии 3.0.
Среди разработчиков OpenOffice.org давно циркулировали слухи о недовольстве, которое выливалось в жалобы на «крайнюю негибкость и отсутствие реальных лидеров» в проекте. Сообщалось, что структура проекта нуждается в улучшении, необходим подход, гораздо менее завязанный на принципе руководства сверху вниз и развязывающий руки разработчикам, желающим принять участие в проекте. 28 сентября 2010 года ведущие разработчики OpenOffice.org объявили о создании новой некоммерческой организации The Document Foundation с целью продолжения развития офисного пакета в виде проекта LibreOffice, независимого от компании Oracle. В октябре 2010 года было объявлено, что самый популярный дистрибутив на базе Linux — Ubuntu отказывается от OpenOffice.org и переходит на LibreOffice.

### StarOffice
Sun финансировала разработку OpenOffice.org для использования его в качестве основы для своего коммерческого проприетарного приложения StarOffice. Версии StarOffice, начиная с 6.0, базировались на исходном коде OpenOffice.org с некоторыми дополнительными собственническими компонентами, включающими:
- Дополнительно включённые шрифты (в основном восточно-азиатские).
- База данных Adabas D;
- Дополнительные шаблоны документов;
- Клип-арт;
- Сортировка для азиатских языков;
- Дополнительные файловые фильтры;
- Инструменты для упрощения миграции (в Enterprise Edition);
- Утилиты для переноса макросов (в Enterprise Edition);
- Утилиты для управления конфигурациями (в Enterprise Edition).

OpenOffice.org, в свою очередь, заимствовал много функций из оригинального StarOffice, на которых базировался в том числе и формат файлов OpenOffice.org XML, который с версии 2 был заменён на OpenDocument.

## Состав пакета
| Компоненты | Компоненты | Примечания |
| ---------- | ---------- | --- |
|            | Writer     | Текстовый процессор и визуальный редактор HTML, похожие приложения: Microsoft Word, LibreOffice Writer, Pages, AbiWord, KWord |
|            | Calc       | Редактор электронных таблиц, похожие приложения: Microsoft Excel, LibreOffice Calc, Numbers, Gnumeric, KCells                 |
|            | Impress    | Программа подготовки презентаций, похожие приложения: Microsoft PowerPoint, Keynote, KPresenter                               |
|            | Base       | Механизм подключения к внешним СУБД и встроенная СУБД HSQLDB, похожие приложения: Microsoft Access, Kexi                      |
|            | Draw       | Векторный графический редактор, похожие приложения: Microsoft Visio, Adobe Illustrator, CorelDRAW, Calligra Flow, Dia         |
|            | Math       | Редактор формул, похожие приложения: MathType, KFormula                                                                       |

В состав пакета входят общие для всех приложений:
- система записи макрокоманд,
- средство ускорения запуска посредством предварительной загрузки.

## Технологии
В OpenOffice.org версии 1.0 форматом файлов, использовавшимся по умолчанию, служил OpenOffice.org XML. Начиная с версии 2.0 используется основанный на нём открытый формат OpenDocument.
API OpenOffice.org основано на компонентной модели Universal Network Objects (UNO).

## Расширения для OpenOffice.org
Начиная с версии 2.0.4, OpenOffice.org поддерживает XUL-расширения в формате .oxt, которые легко добавляются подобно тому, как это организовано в Mozilla Firefox. Расширения доступны на официальном сайте.
Наиболее интересные и достаточно популярные расширения:
- MySQL Connector for OpenOffice.org — драйвер базы данных MySQL. Позволяет легко и быстро делать запросы в БД[26].
- Oracle Report Builder — расширение для создания отчётов из БД с гибкими настройками и удобным интерфейсом[27].
- CompPad — позволяет делать математические и инженерные расчеты в форме ввода математических выражений с помощью редактора уравнения (см. также: OpenOffice Math)[28].
- LanguageTool — расширение для проверки грамматики в Writer. Реализована возможность проверки для русского, английского, немецкого, польского и других языков[29].
- Типографика для ООo — расширение позволяет привести текст в соответствие с типографскими стандартами (кавычки, тире, лишние пробелы) во Writer[30].
- Alternative dialog Find & Replace for Writer (AltSearch) — расширение для улучшения параметров поиска и замены текста в Writer. Поддерживает регулярные выражения[31].

## Популярность
OpenOffice.org зачастую выступает в качестве одного из первых продуктов программного обеспечения, устанавливаемых на компьютеры предприятий при миграции на свободное или бесплатное ПО.
Среди крупных российских организаций, использующих OpenOffice.org, — Ростелеком с 2007 года, Пенсионный Фонд Российской Федерации и Федеральная служба судебных приставов с 2009 года.
Согласно исследованию, проведенному немецкой компанией Webmasterpro.de с помощью её сервиса FlashCounter Statistics Service в начале 2010 года, OpenOffice.org и его производные офисные пакеты установлены на 21 % компьютеров немецких пользователей.
В последние годы европейские страны активно внедряют OpenOffice.org как основной офисный пакет для государственных организаций. Так, например, в 2008 году МИД Германии установило OpenOffice.org на свои десктопы, завершился переход на OpenOffice.org Министерства юстиции Бельгии и Австрии, а в 2009 — полиция Франции сообщила об экономии благодаря Open Source-приложениям (в их числе значился и OpenOffice.org), было объявлено о переходе на OpenOffice.org администрации Амстердама и ряда бельгийских городов.

## Ответвления, производные и схожие проекты
Существуют сторонние проекты — ответвления или модификации, существующие в силу разных причин.

- LibreOffice — независимое ответвление OpenOffice.org с более свободной политикой развития. Появилось из-за несогласия части разработчиков с политикой Oracle по контролю над развитием проекта. Для развития LibreOffice создана независимая некоммерческая организация The Document Foundation, в которую в конце октября 2010 года перешло 33 разработчика, покинув OpenOffice.org. В данный проект, в частности, включены наработки ответвления Go-oo, которое слилось с LibreOffice.
- Apache OpenOffice — является одним из преемников OpenOffice.org. Появился в результате передачи всех прав на OpenOffice.org фонду Apache.
- IBM Lotus Symphony — слился с Apache OpenOffice.
- BrOffice.org — Предназначение сборки — официальное распространение пакета OpenOffice.org в Бразилии. Сборка нацелена не только на жителей конкретно этой страны, но также на пользователей из других стран Латинской Америки. В конце 2010 разработчики объявили, что все имеющиеся наработки пойдут в пользу LibreOffice. В ответ LibreOffice обеспечивает синхронный выход BrOffice.org.
- OpenGroupware.org — это набор программ расширения для обмена документами OpenOffice.org, календарями, записными книжками, работы с электронной почтой, мгновенными сообщениями и предоставления общего доступа к различным приложениям коллективной работы.
- OOExtras представляет собой попытку систематизации создания и обмена шаблонами документов и другими полезными дополнениями[42].
- Через CPAN доступен набор расширений Perl, позволяющий обрабатывать документы OpenOffice.org внешними программами[43]. Эти библиотеки не используют API OpenOffice.org. Они взаимодействуют с файлами OpenOffice.org напрямую, используя языковые механизмы Perl компрессии/декомпрессии файлов, XML доступ и модули кодирования UTF-8.
- OpenOffice Portable — версия OpenOffice.org, предназначенная для работы с USB-диска[44].
- OOo4Kids — предназначен для облегчения использования пакета в образовательных целях.
- OxygenOffice Professional — расширенная версия OpenOffice.org на основе Go-oo.
- Компания Ulteo бесплатно предлагала доступ онлайн ко всем приложениям OpenOffice.org Online с любого компьютера без необходимости устанавливать ПО[45].
- InfraOffice.pro — коммерческая разработка российской компании Инфра-Ресурс, выпускающей также собственные (несколько видоизменённые для российских пользователей) некоммерческие сборки OpenOffice.org. Коммерческий вариант позиционируется как решение, предназначенное для организаций и предприятий, работающих с документами, содержащими конфиденциальную информацию, в частности — персональные данные. Фактически представляет собой сборку оригинального OpenOffice.org с усиленными проверками безопасности. Схема лицензирования намеренно приведена во внешнее соответствие со схемами лицензирования распространённых в России коммерческих программных продуктов, чтобы исключить проблемы покупателей с контрольными органами, проверяющими лицензионную чистоту используемого программного обеспечения. Последней вышла версия 3.3, сайт компании i-rs.ru не доступен с декабря 2013 года .